# Castello di Brissac
Il castello di Brissac /bʁiˈsak/, detto anche Gigante della Loira, si trova a Brissac-Quincé, nel dipartimento francese del Maine e Loira, a quindici chilometri da Angers. Dalla sua costruzione nel XVI secolo è proprietà dei duchi di Brissac. Il castello ha sette piani, il che lo rende il più alto di Francia, e 204 stanze. È tra i monumenti storici dal 3 novembre 1958.

## Storia

### Medioevo
Il castello originale fu costruito da Folco Nerra, conte d'Angiò, nell'XI secolo. Dopo vittoria di Filippo Augusto sugli Inglesi, egli lo cedette a Guillaume des Roches.
Il castello fu acquistato nel 1435 e restaurato nel 1455 da Pierre de Brézé, un ricco ministro di Carlo VII e di Luigi XI, che ne costruì le massicce torri. Alla morte di questo, avvenuta nella battaglia di Montlhéry, suo figlio Jacques ereditò il castello e vi si trasferì insieme alla moglie Carlotta di Valois, figlia di Carlo VII e Agnès Sorel. Quando Jacques, il 1º marzo 1462, scoprì che sua moglie aveva una relazione con il suo amico Pierre de Lavergne la uccise con la sua spada, e ancora oggi si dice che ella appaia come una dama bianca nelle notti di tempesta. Il Brézé fu condannato a pagare 200 000 scudi d'oro.

### Rinascimento e Cossé

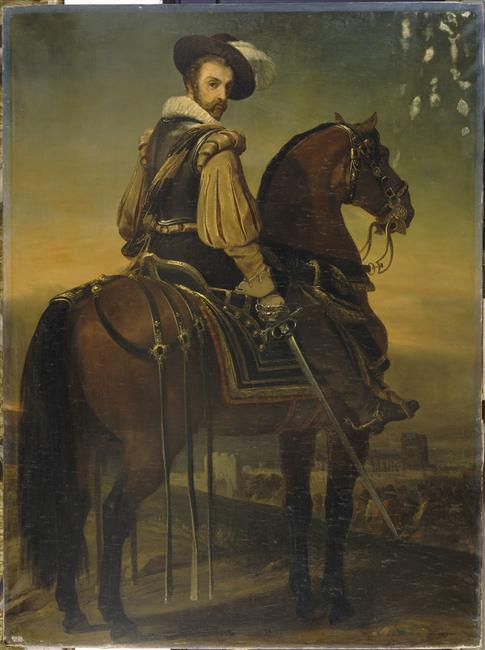
Ritratto equestre di Carlo II di Cossé

Nel 1502 (secondo altri nel 1492) la proprietà fu acquistata da Renato di Cossé, che venne nominato dal re governatore del Maine e dell'Angiò. In quest'occasione il castello assunse la denominazione "di Brissac".
Durante le guerre di religione Carlo II di Cossé, nipote di Renato e governatore di Parigi, si schierò dalla parte della lega cattolica e il castello fu assediato dal re Enrico IV. Ricongiuntosi con il re nel 1594 e consegnateli le chiavi della città alla sua conversione, trovò il suo castello gravemente danneggiato nel 1606 e ottenne il titolo di Pari di Francia e di duca di Brissac nel 1611. Il palazzo rischiò di essere demolito, ma fu ristrutturato dagli architetti Jacques Corbineau e Jacques d'Angluze, che lo resero più imponente di prima: il progetto originale era di ricostruirlo completamente e sostituirlo con una costruzione moderna alta sette-otto piani, unica in quei tempi, ma l'unica cosa che fu fatta fu aggiungere nuove parti a quelle preesistenti. I lavori furono interrotti dalla morte del duca, nel 1621. In quel tempo il duca di Brissac assunse come segretario privato Carlo Goddes, marchese di la Perrière. Il 13 agosto 1620 avvenne a Brissac, territorio neutrale, un primo colloquio di conciliazione tra Luigi XIII e sua madre Maria de' Medici; la riconciliazione ufficiale ci fu dopo tre giorni di festeggiamenti organizzati dal duca di Cossé e diversi abboccamenti privati.

### Età moderna e contemporanea
I Cossé-Brissac mantennero la proprietà del castello fino al 1792. Durante la Rivoluzione il palazzo fu sequestrato e trasformato in magazzino dai vandeani. Saccheggiato dai rivoluzionari, rimase in cattivo stato fino al 1844, quando fu avviato un programma di restauro portato avanti dai Cossé-Brissac, a cui il castello era stato restituito dopo la Rivoluzione.
Nel 1890 fu inaugurato il teatro, realizzato su due piani da Jeanne-Marie Say (1848-1916), nipote del famoso raffinatore di zucchero Louis Say, vedova dal primo matrimonio di Rolando di Cossé, marchesa di Brissac dal 1871 e viscontessa di Trédern. Questo teatro venne restaurato nel 1983. Jeanne fece anche interrare un fossato vicino al castello facendovi costruire un parco all'inglese.
Il duca di Brissac desiderava che il suo castello ospitasse opere d'arte e ottenne nel 1939-1940 i mobili di Versailles – tenuti lì fino al 1946 dalla moglie di Gaston Brière, loro restauratore – alcune opere dei musei Gustave Moreau, Nissim de Camondo, delle Arti Decorative di Chalons sur-Marne, del palazzo dell'Eliseo e del Senato Francese, della Comédie Française, della legazione svizzera, delle ambasciate di Argentina e Gran Bretagna, circa 65 opere delle collezioni private di André Lhote, Maurice Denis, Paul Valéry e il tesoro della cattedrale di Angers.
Nell'agosto del 1944 cinque soldati tedeschi assalirono il castello uccidendo la guardia Jean-Baptiste Faucher.

## Descrizione
Il castello è il più alto di Francia, con sette piani e duecentoquattro stanze.

### Esterno

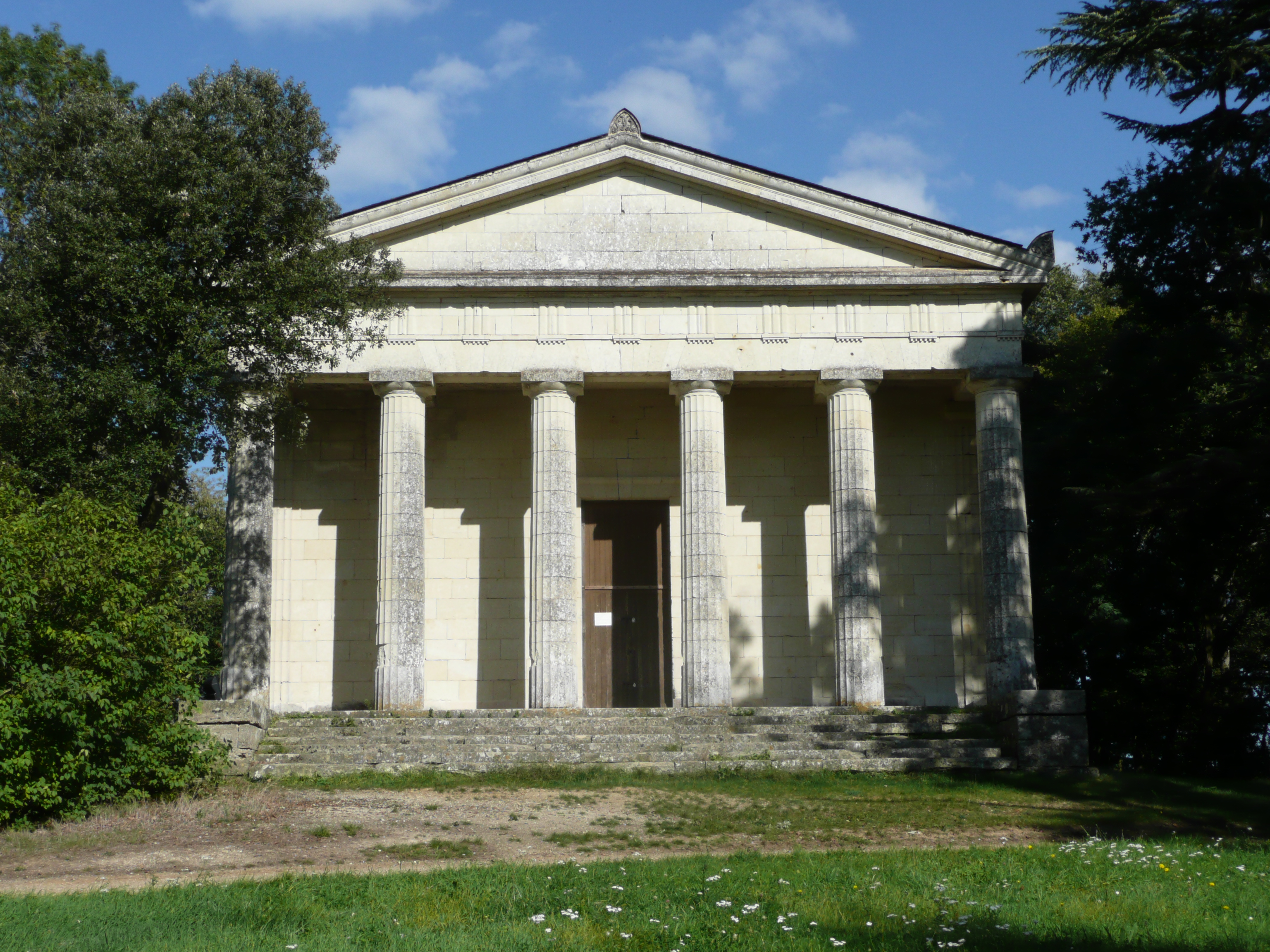
Il mausoleo dei duchi di Brissac, nel parco del castello

La facciata voluta da Pierre de Brézé, seppur di austero stile medioevale, ha degli abbellimenti come le sculture sui piombatioi delle due torri e gli abbaini scolpiti. Le due torri, una delle quali ospita una cappella privata, sono tutto ciò che rimane del castello originale del XV secolo.
Quando Carlo di Cossé avviò il restauro di ciò che rimaneva del palazzo, nel 1601, demolì alcune parti e ne fece costruire altre, sviluppando la costruzione in altezza, cosa rara per il periodo, decorando riccamente le facciate. Carlo avrebbe desiderato distruggere le torri ed erigere una parte simmetrica a quella già compiuta, ma morì prima di ultimare i lavori, che vennero bloccati: ora il complesso si presenta come "un nuovo castello parzialmente costruito, in un antico castello parzialmente distrutto".
Il padiglione centrale, che con i suoi 37 metri è uno dei più alti in Francia, fino al 1793 era ulteriormente innalzato con una lanterna di cinque metri e con una statua di Mercurio in bronzo di altri quattro metri.

### Interno

#### Piano terra

##### Salone grande
Chiamato precedentemente "salon doré" (salone dorato), contiene un soffitto a cassettoni intagliato del XVII secolo, coperto da fogli d'oro. Sono presenti inoltre quattro lampadari di cristallo delle vetrerie di Murano, vicino a Venezia. Il camino monumentale in stile Luigi XIII è scolpito con ghirlande di fiori e frutta. Vi è un busto di Carlo di Cossé, il restauratore secentesco del castello e primo duca di Brissac.

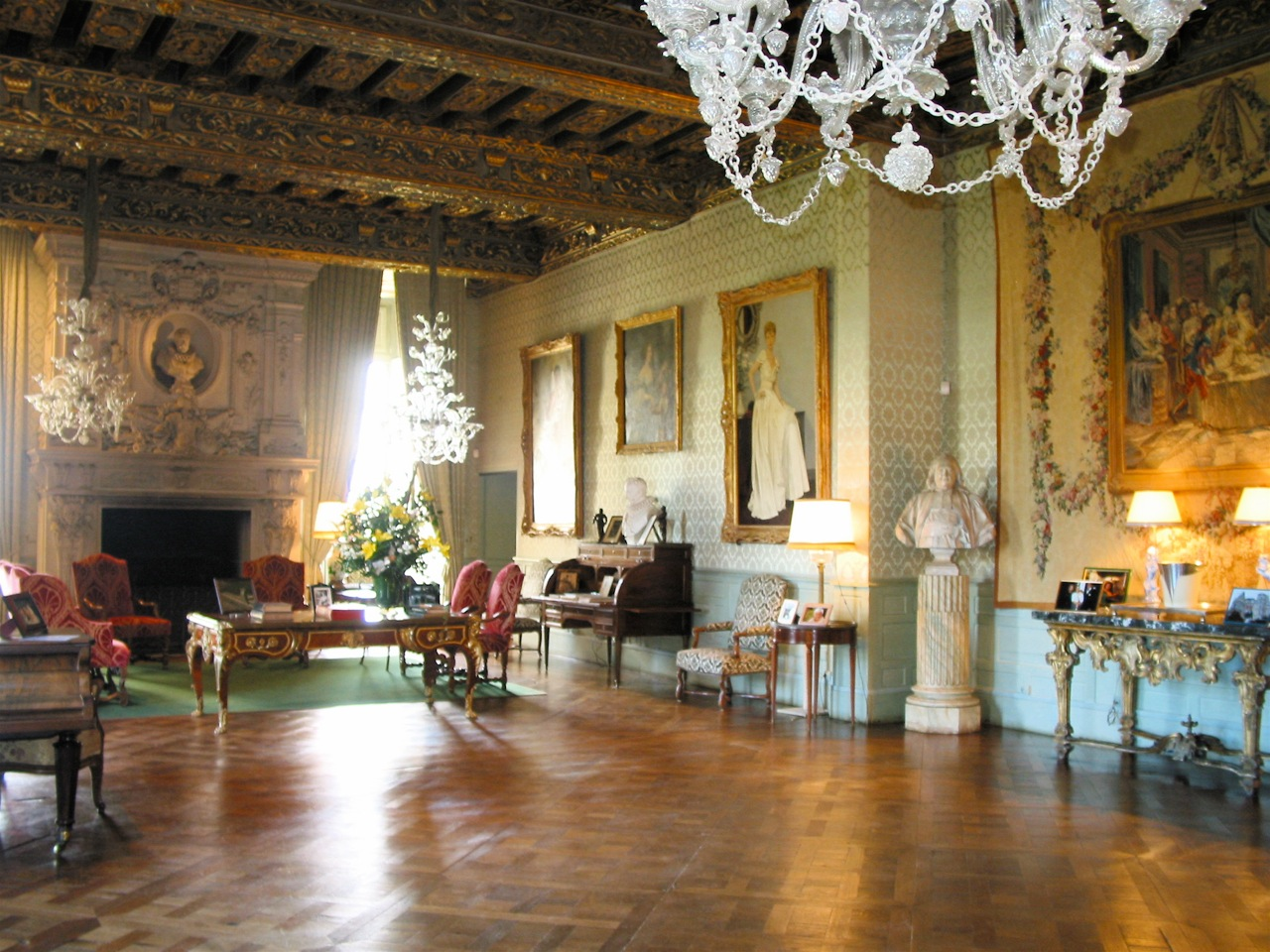
Il salone grande

A destra del caminetto si possono ammirare i ritratti del 1946 eseguiti da Bernard Boutet de Monvel e raffiguranti il dodicesimo duca di Brissac e la duchessa di Brissac, May Schneider, figlia di un industriale dell'acciaio di Creusot. In mezzo campeggia il ritratto della duchessa di La Vallière (una delle preferite di Luigi XIV) eseguito da Mignard.
L'arazzo di Gobelin, raffigurante due episodi della vita di Don Chisciotte, è del 1782 ed è stato eseguito da Michel Audran. È di insolita progettazione, in quanto si tratta di una specie di quadro nel quadro.
Il grande ritratto nella sala raffigura l'ottavo duca di Brissac, Louis-Hercule, l'ultimo governatore di Parigi all'epoca di Luigi XVI. La statua sullo sfondo simboleggia la città di Parigi. Il paggio è vestito in oro e nero, i colori della casata di Brissac. Louis-Hercule era un caro amico di Madame du Barry, una delle favorite di Luigi XV. Entrambi subirono una morte violenta: nel 1792 il duca venne linciato dal popolo a Versailles e Madame du Barry fu ghigliottinata.
Nella sala è presente un bel mobiletto con rame e gusci di testuggine intagliati di André Charles Boulle, famoso ebanista francese vissuto a cavallo del XVII e XVIII secolo.
Appesi alle pareti ci sono altri ritratti dei membri della famiglia Brissac. Alcune fotografie raffigurano gli attuali duca e duchessa, altre sono dei loro figli e nipoti.

##### Sala da pranzo
La stanza è un esempio del soffitto "alla francese", con le travi dipinte con motivi floreali. La grande pittura murale misura 6 metri per 3,5 e raffigura la tenuta di Bercy, a est di Parigi. Il dettaglio del dipinto mostra una serie di occupazioni della vita quotidiana. In primo piano si possono vedere le persone salire a bordo di una barca pronta a salpare sulla Senna; alcuni raccolgono del legno, altri seminano; si vedono anche il castello e i giardini. Sullo sfondo ci sono alcuni villaggi vicini e la fortezza di Vincennes.
Il balcone per l'orchestra è stato costruito per volere di Jeanne Say, la marchesa che diede il via ad una vasta ristrutturazione del castello alla fine del XIX secolo. La loggia è realizzata interamente in legno ed è stata verniciata per assomigliare al marmo.
Nella teca di vetro sono conservate una porcellana di Meissen e un piatto da portata e una zuppiera del XVIII secolo in porcellana di Sèvres con lo stemma dei Brissac. L'orologio da parete è un'altra opera di Boulle.
Appena fuori dalla sala da pranzo, ai piedi delle scale che portano al piano superiore, si nota uno strano regalo di matrimonio del XIX secolo, regalato all'undicesimo duca di Brissac: una portantina. Sui pannelli laterali si leggono le parole "Gioia, Felicità e Amore".

#### Primo piano
Lo scalone che conduce al piano è di tufo ed in stile Luigi XIII. Il soffitto è decorato con il monogramma di Carlo di Cossé, due C intrecciate.

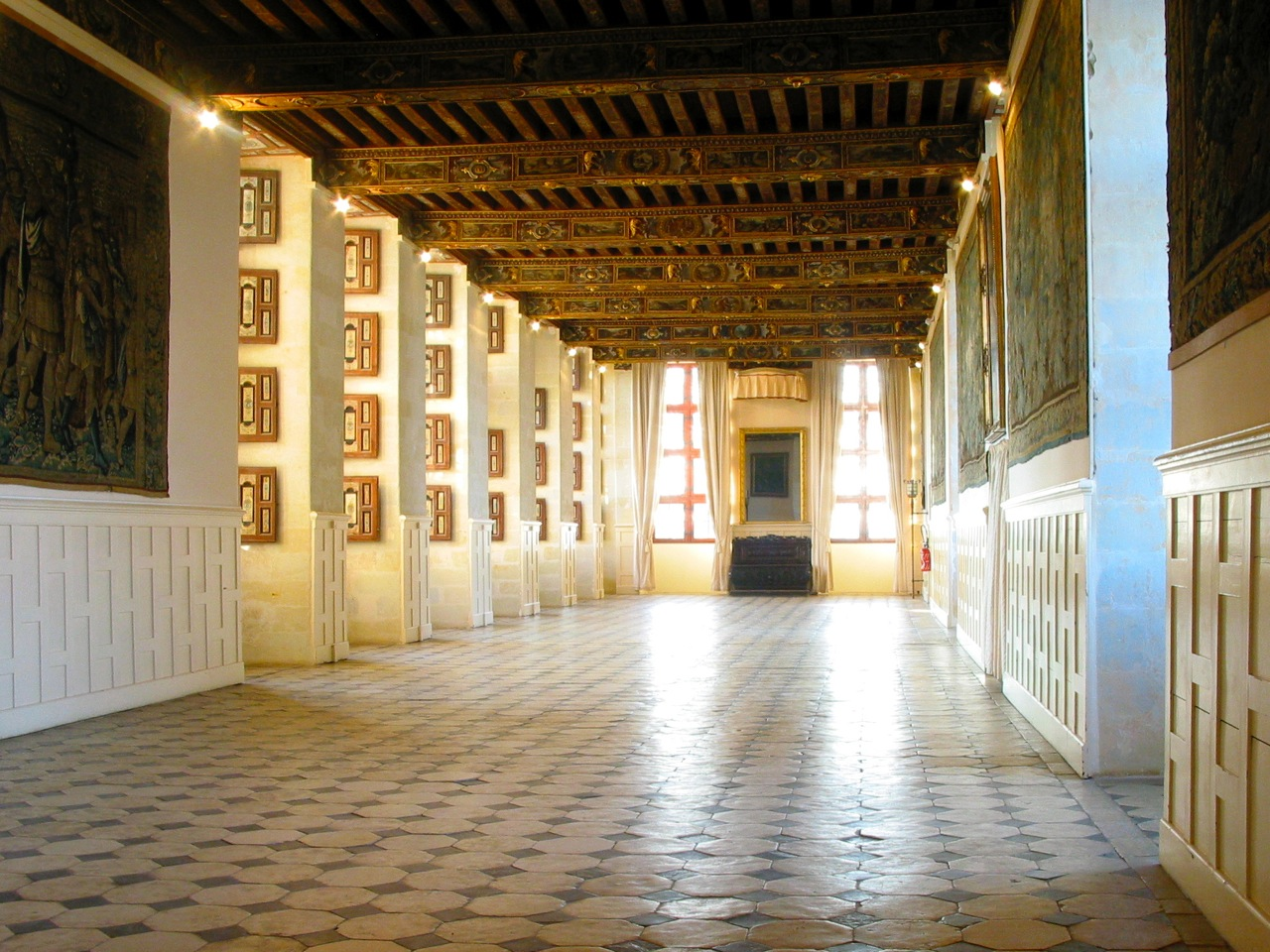
La Grande galleria

##### Grande galleria
Questa galleria, ammirevole per la sua lunghezza (32 metri), ha ospitato molte feste e banchetti, mentre oggi continua ad essere utilizzata per ricevimenti privati, seminari e conferenze. Le pareti sono decorate sia con pitture murali sia con arazzi. Alcuni arazzi, fiamminghi, del XVI secolo, raffigurano scene della vita di Alessandro Magno, mentre altri sono di Luigi XIV Aubusson e raffigurano scene pastorali. Sulla parete opposta vi è un ritratto della quarta duchessa di Brissac, Gabrielle Louise de Saint-Simon, rappresentata come allegoria della pittura. Si noti la gran quantità di oggetti da pittore (un cavalletto, un quaderno di schizzi, degli acquerelli, una tavolozza, un pennello) che simboleggiano la sua grande passione per le belle arti.
Le travi a vista del soffitto sono state dipinte nel 1625 e sono decorate con circa cento piccole immagini pastorali,  bibliche e mitologiche.

##### Camera di Luigi XIII

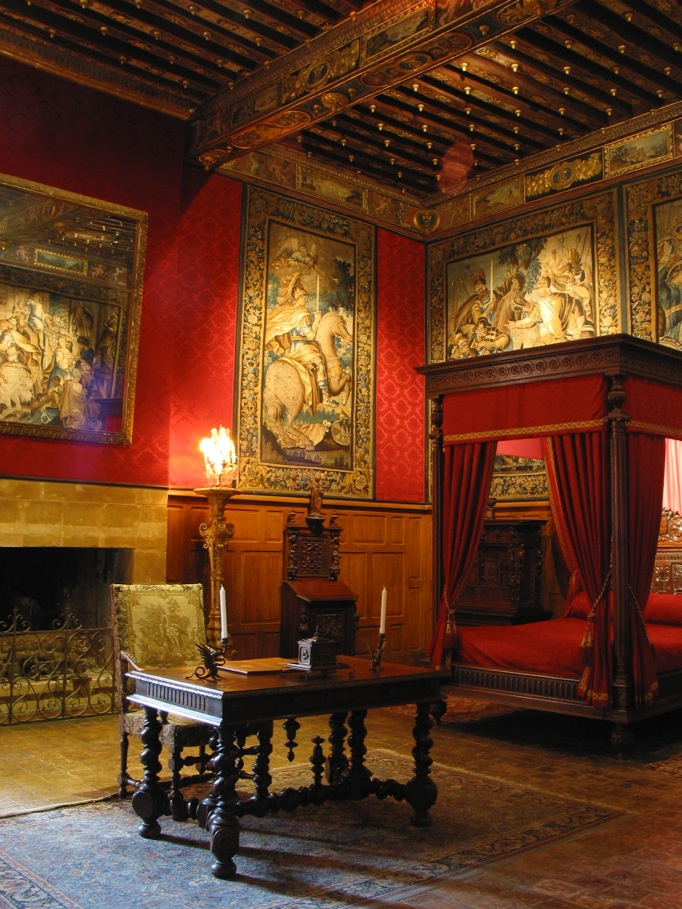
La camera di Luigi XIII

Questa è la stanza dove Luigi XIII e sua madre, Maria de' Medici, si riconciliarono nel 1620 in seguito a delle lotte da parte della madre per mantenere la reggenza del regno. Le figurine in vetrina ritraggono questo evento. Dai lati del letto a baldacchino ci sono due armadi rinascimentali italiani riccamente intagliati con scomparti e cassetti segreti. Il ritratto sopra la porta raffigura la moglie di Luigi XIII, Anna d'Austria, la madre di Luigi XIV. La cassettiera vicino alla porta è di legno di pero con intarsi d'avorio, ma è stata verniciata in modo da sembrare di ebano.
Gli arazzi sono repliche di originali dipinti di Lebrun conservati a Versailles e raffigurano scene della vita e importanti battaglie di Alessandro Magno.

##### Stanza da caccia
La stanza è stata chiamata così a causa degli arazzi belgi del XVI secolo raffiguranti varie scene di caccia con cinghiali selvatici, cervi e persino leoni, straordinariamente dettagliati: sono presenti moltissimi tipi di animali, dai leopardi, al lama, all'unicorno. Gli arazzi provengono da collezioni reali e sono stati acquistati dalla duchessa di Brissac nel 1854: in quel momento furono appesi in questa sala, e qui stanno ancora.
Le ante degli armadi, dei primi del Seicento, hanno un'insolita forma curva e sono decorati con un unico motivo a taglio di diamante. C'è anche un mobiletto del 1644, la cui data è scolpita sotto la serratura. Anche in questo ambiente il soffitto a travi è delicatamente dipinto con fiori e foglie intrecciate, con dei cherubini in mezzo.

##### Galleria dei ritratti

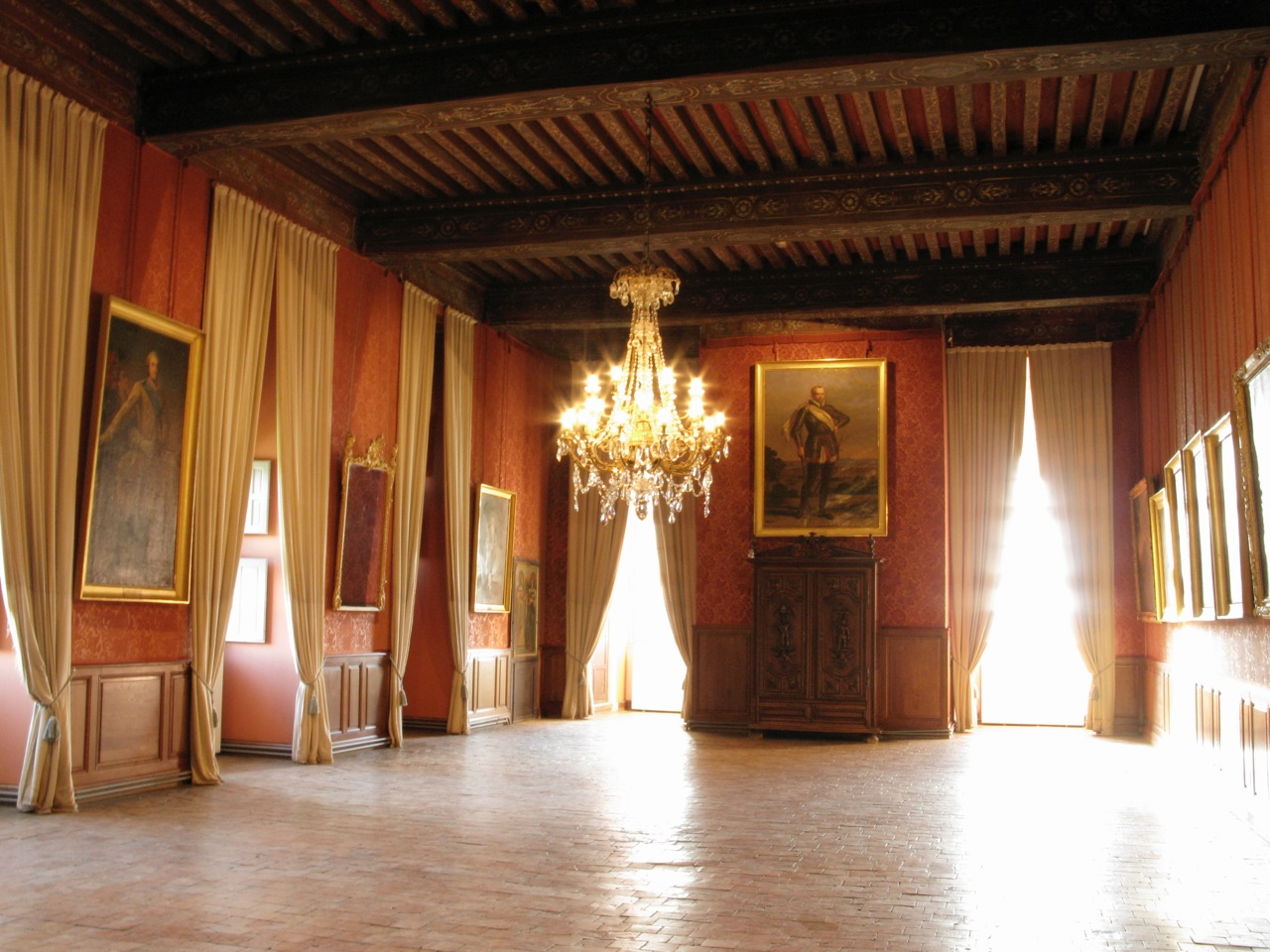
La galleria dei ritratti

Questa galleria vanta molti ritratti della famiglia Brissac, con tredici duchi e quattro luogotenenti, un tempo il grado più alto dell'esercito. Per primo si trova il ritratto dell'undicesimo duca, durante la prima guerra mondiale, in uniforme. A fianco c'è il padre Rolando di Cossé, morto durante la guerra contro la Prussia nel 1871, che sposò Jeanne Say. A sinistra si trova Mathilde Crussol d'Uzès, prima moglie dell'undicesimo duca, che morì di tubercolosi nel 1908 a trentatré anni. Sopra l'armadio si può vedere un grande ritratto di Carlo I di Cossé, che governò il Piemonte durante il regno di Enrico II.
All'estremità opposta della galleria si trova un grande ritratto della Vedova Clicquot. Questa donna, rimasta vedova molto presto, divenne nota per il suo senso degli affari e la sua determinazione e decise di trasformare la sua famiglia in un'azienda internazionale. Ai suoi piedi c'è la sua pronipote Anne de Mortemart, divenuta duchessa di Uzès con il matrimonio. Ella era un'abile cavallerizza e partecipò alla caccia fino all'età di 86 anni. È ricordata anche per essere stata la prima donna a ottenere una patente di guida e per essere stata multata per eccesso di velocità.

#### Secondo piano

##### Teatro

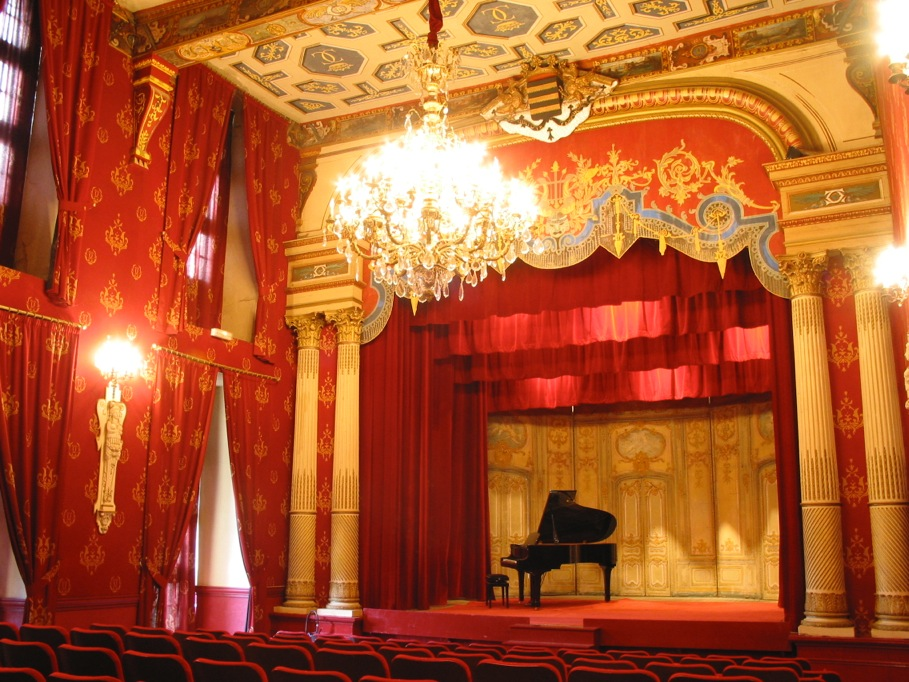
Il teatro del castello

Jeanne Say ereditò il castello dopo la morte del marito, il marchese di Brissac, morto durante la guerra contro la Prussia nel 1871.
Lei proveniva da una ricca famiglia che doveva la sua fortuna alla produzione di zucchero raffinato. L'azienda è conosciuta oggi come Beghin-Say. Era un'appassionata di musica e un talentuoso soprano e cantò le opere di Gounod, Massenet e Debussy.
Quando intraprese la ristrutturazione del castello decise di costruire il suo teatro personale nello stile di quelli del Seicento, inaugurato nel 1890. Ogni autunno vi si svolgeva un festival musicale, con musicisti delle orchestre di Parigi e cantanti: la manifestazione continuò fino allo scoppio della prima guerra mondiale, nel 1914. Jeanne Say morì nel 1916 e il teatro venne definitivamente chiuso, fino a quando, 67 anni dopo, un gruppo di privati e artigiani locali diede il suo contributo volontario nel restauro.
Dopo molti lavori è stato riaperto al pubblico nel 1983. Vi si può notare il bel tessuto che ricorda le immagini originariamente dipinte sulle pareti. Il teatro può ospitare 170 persone e oggi viene utilizzato per vari eventi culturali e musicali durante tutto l'anno.

## Gestione
Aperto al pubblico, il castello ospita un mercato annuale di Natale, una caccia di uova di Pasqua e una Festa della moda floreale. Organizza anche eventi legati alle mongolfiere come le partenze del Campionato di Francia.

## Galleria d'immagini

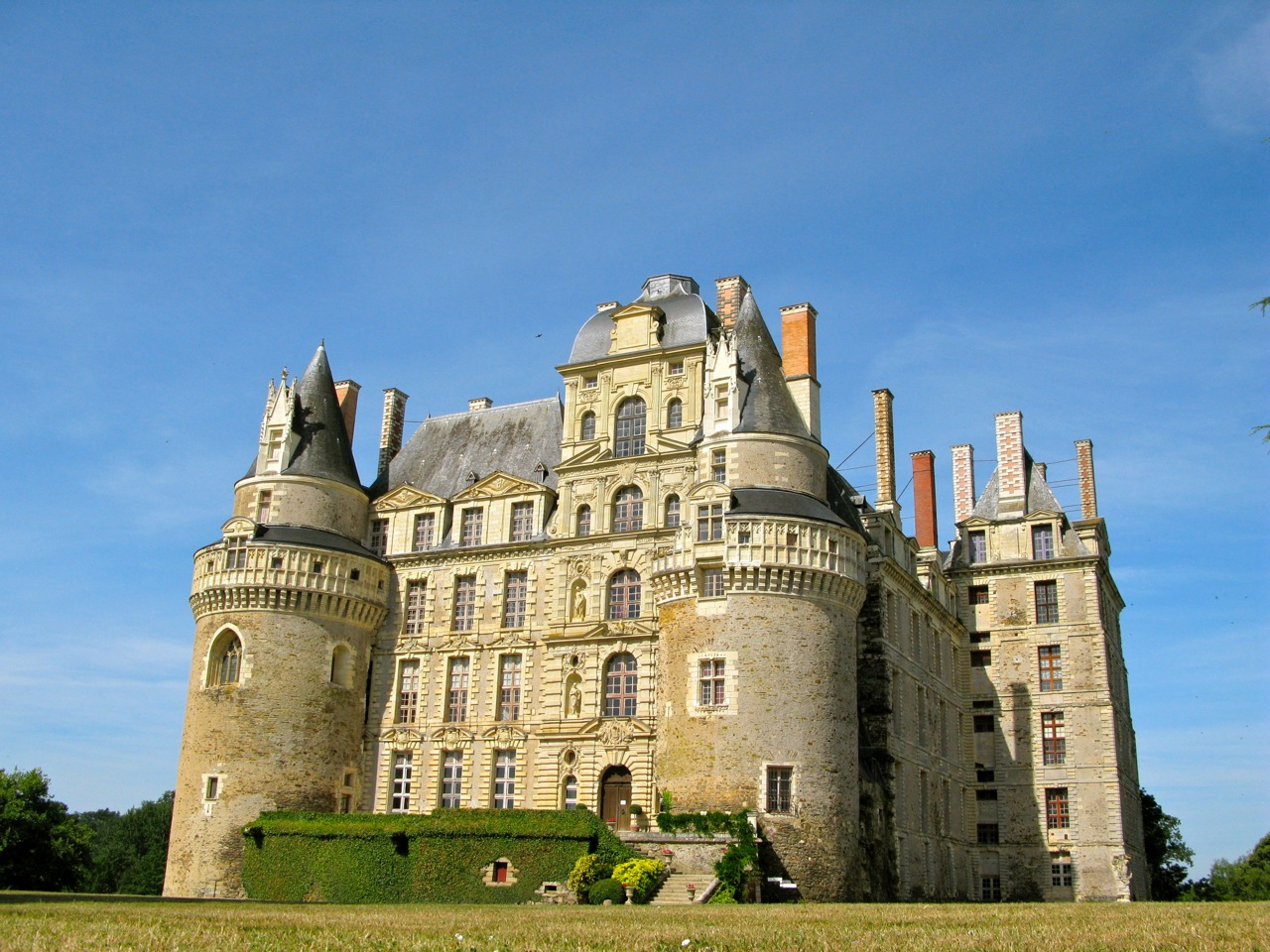
Vista laterale della facciata
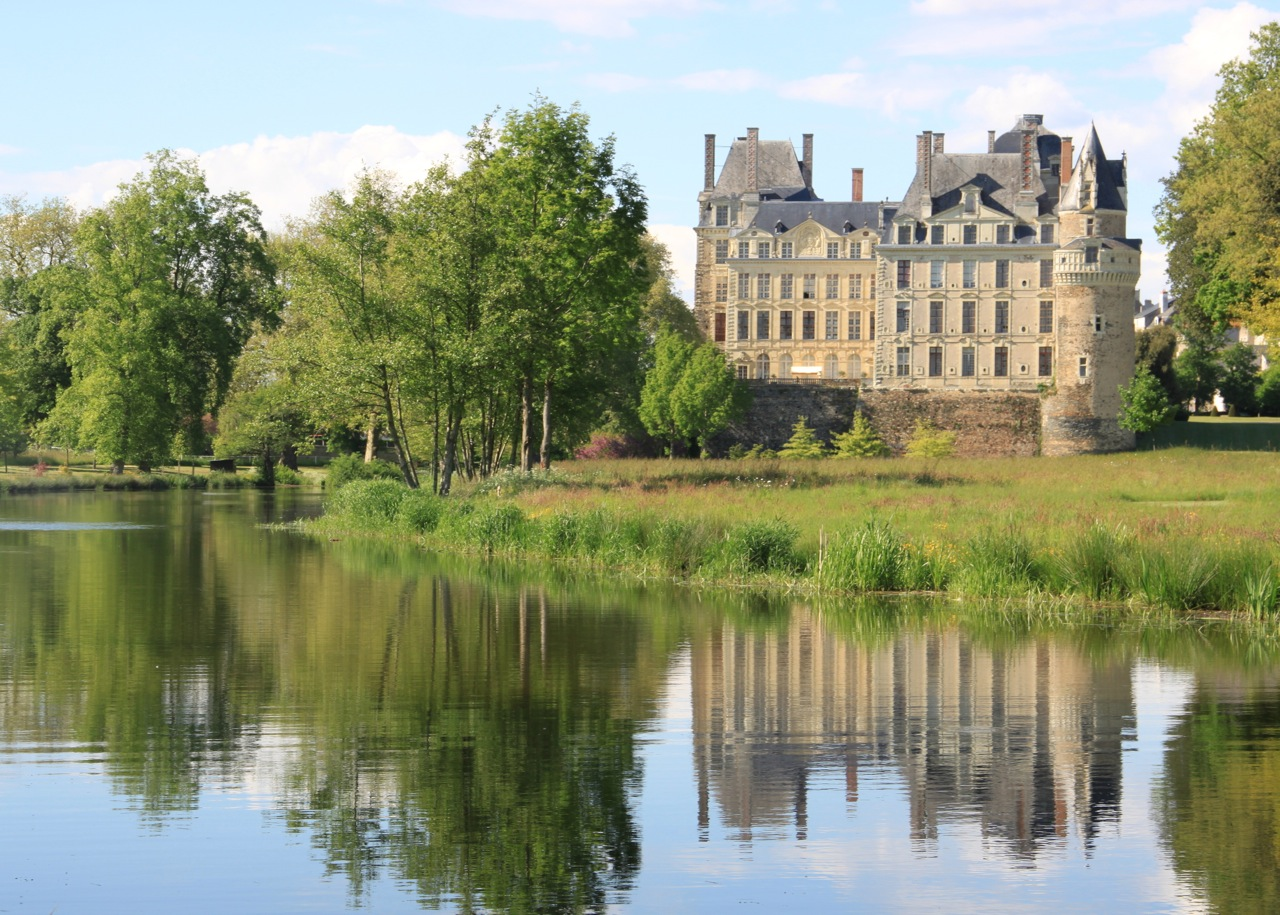
Vista del castello dal parco
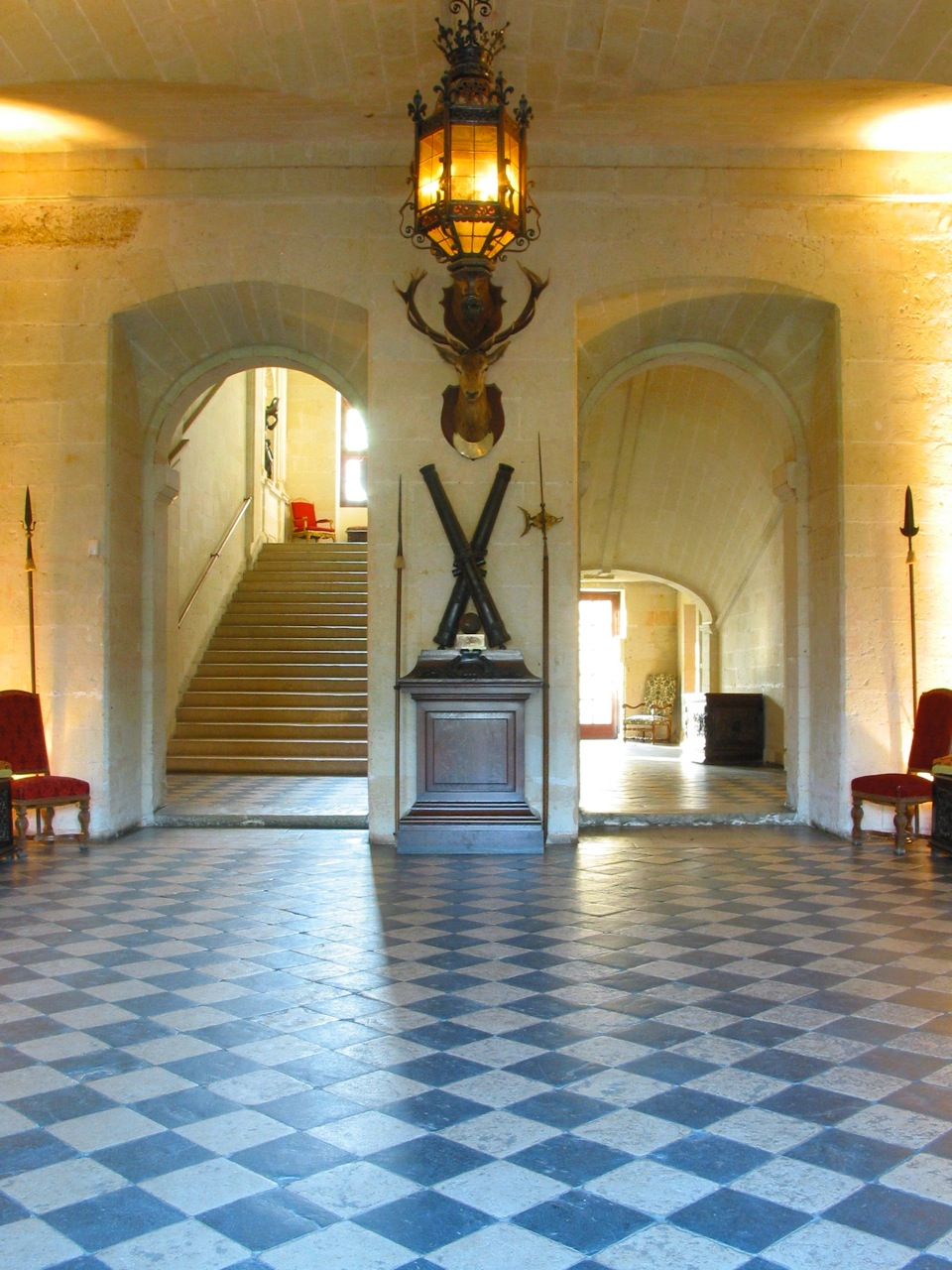
Vestibolo al primo piano; sul fondo lo scalone d'onore
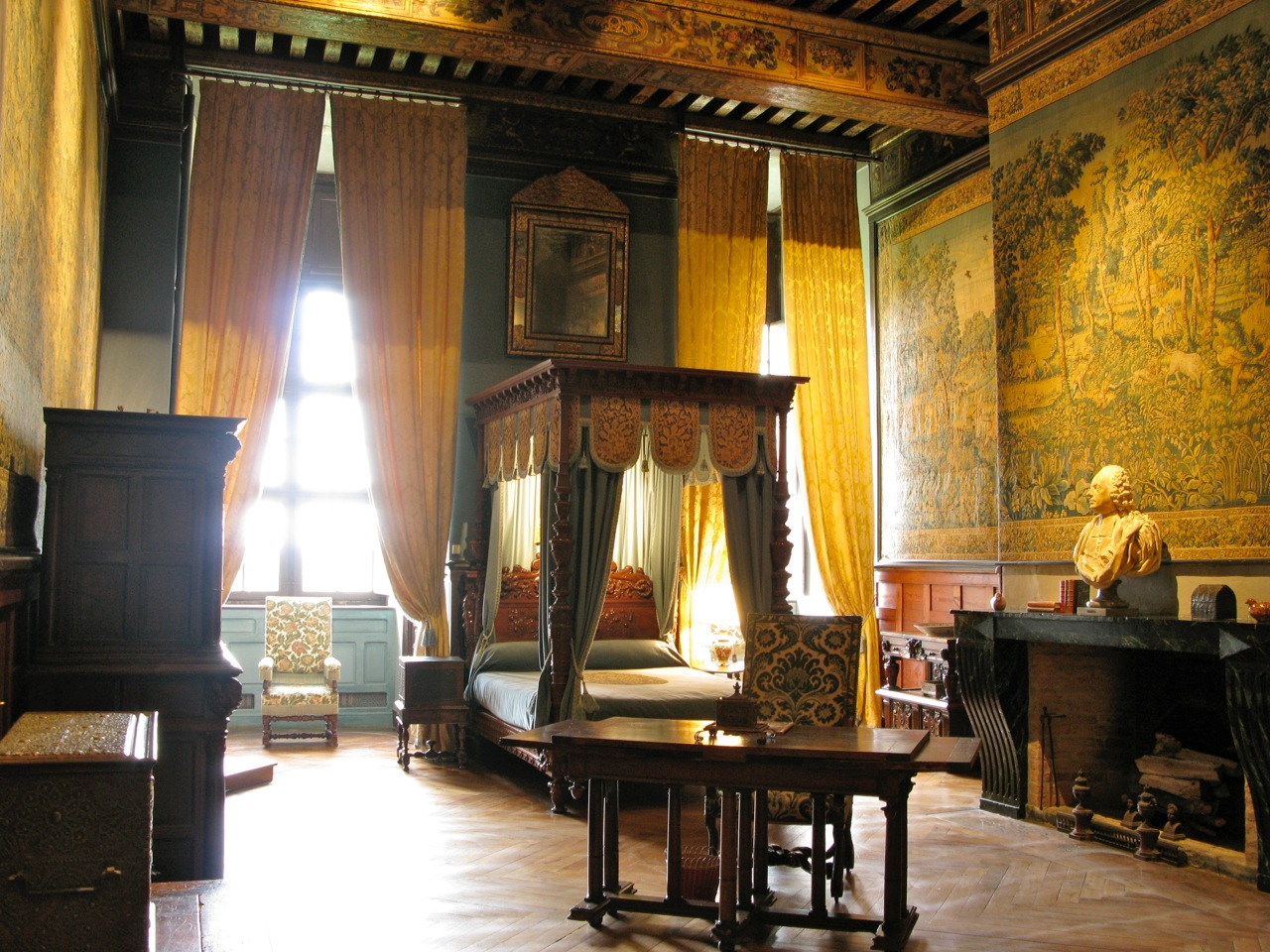
Camera della caccia
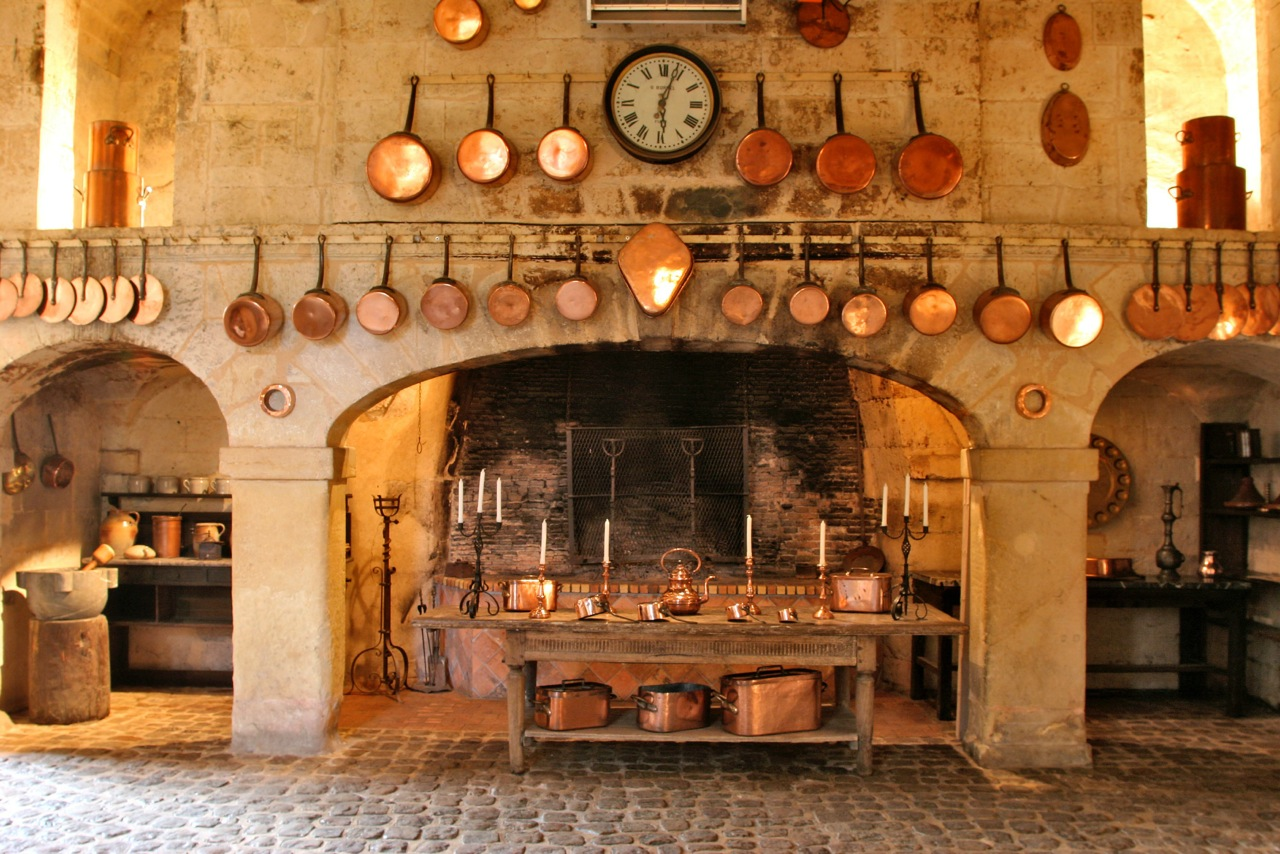
Cucine del castello